# Ну разве не романтично?
«Ну разве не романтично?» (англ. Isn't It Romantic) — американская романтическая комедия режиссёра Тодда Штрауса-Шульсона.
Мировая премьера фильма состоялась 11 февраля 2019 года.

## О фильме
Молодая, небогатая, полная архитектор Натали после травмы приходит в себя в необычном окружении. И её квартира, и место работы, и соседи — те же люди, но другие. Главная героиня осознаёт, что она оказалась в романтической комедии, и пытается вырваться из неё, ведь этот жанр она не любит.

## В ролях
- Ребел Уилсон — Натали
- Лиам Хемсворт — Блейк
- Адам Дивайн — Джош
- Приянка Чопра — Изабелла
- Бетти Гилпин — Уитни
- Брэндон Скотт Джонс — Донни
- Том Эллис — доктор
- Дженнифер Сондерс — мама Натали

## Производство
Основные съёмки фильма начались 10 июля 2017 года в Нью-Йорке.